# Hannes Wader
Hannes Wader és un cantant i compositor alemany. Va començar la seva carrera als anys 1970 i fou un cantautor important a Alemanya per les seves cançons de protesta i crítica social contra l'opressió a Europa i altres països com Amèrica Llatina. Als anys 1970 va militar al Partit Comunista Alemany i interpretà cançons obreres i himnes socialistes. Fora de la cançó política, es va dedicar a la cançó tradicional en alemany i baix alemany. La lletra de les seves composicions pròpies sovint és impregnada per elements autobiogràfics. Continua sent popular també fora de cercles polítics. Als 75 anys, el 30 de novembre de 2017 va fer el seu concert de comiat a la sala Tempodrom de Berlín.
Wader va néixer el 23 de juny de 1942 com Hans Eckard Wader a Bethel, prop de Bielefeld (Westfàlia) en una família senzilla: el seu pare era obrer agrícola i la seva mare dona de neteja.